# Contagion
Contagion — п'ятий студійний альбом британського прогресивного рок-гурту Arena, випущений у 2003 році.

## Список композицій
1. Witch Hunt – 4.14
2. An Angel Falls – 1.13
3. Painted Man – 4.39
4. This Way Madness Lies – 3.35
5. Spectre at the Feast – 5.33
6. Never Ending Night – 3.23
7. Skin Game – 4.42
8. Salamander – 3.55
9. On the Box – 2.38
10. Tsunami – 2.36
11. Bitter Harvest – 2.51
12. The City of Lanterns – 1.21
13. Riding the Tide – 4.26
14. Mea Culpa – 3.43
15. Cutting the Cards – 4.55
16. Ascension – 4.31

## Учасники запису
- Клайв Нолан — клавіші
- Мік Пойнтер — ударні
- Роб Сауден —вокал
- Джон Мітчелл — гітара
- Іан Селмон — бас-гітара